# Cantón de Toulouse-2
El cantón de Toulouse-2 es una división administrativa francesa, situada en el departamento de Alto Garona y la región de Mediodía-Pirineos.

## Composición
El cantón de Toulouse-2 incluye la parte de la ciudad formada por los barrios:
- Le Busca
- Les Carmes
- Saint-Etienne
- Saint-Michel